# カンド＝サン＝マルタン
カンド＝サン＝マルタン （Candes-Saint-Martin）は、フランス、サントル＝ヴァル・ド・ロワール地域圏、アンドル＝エ＝ロワール県のコミューン。フランスの最も美しい村の1つ。

## 地理

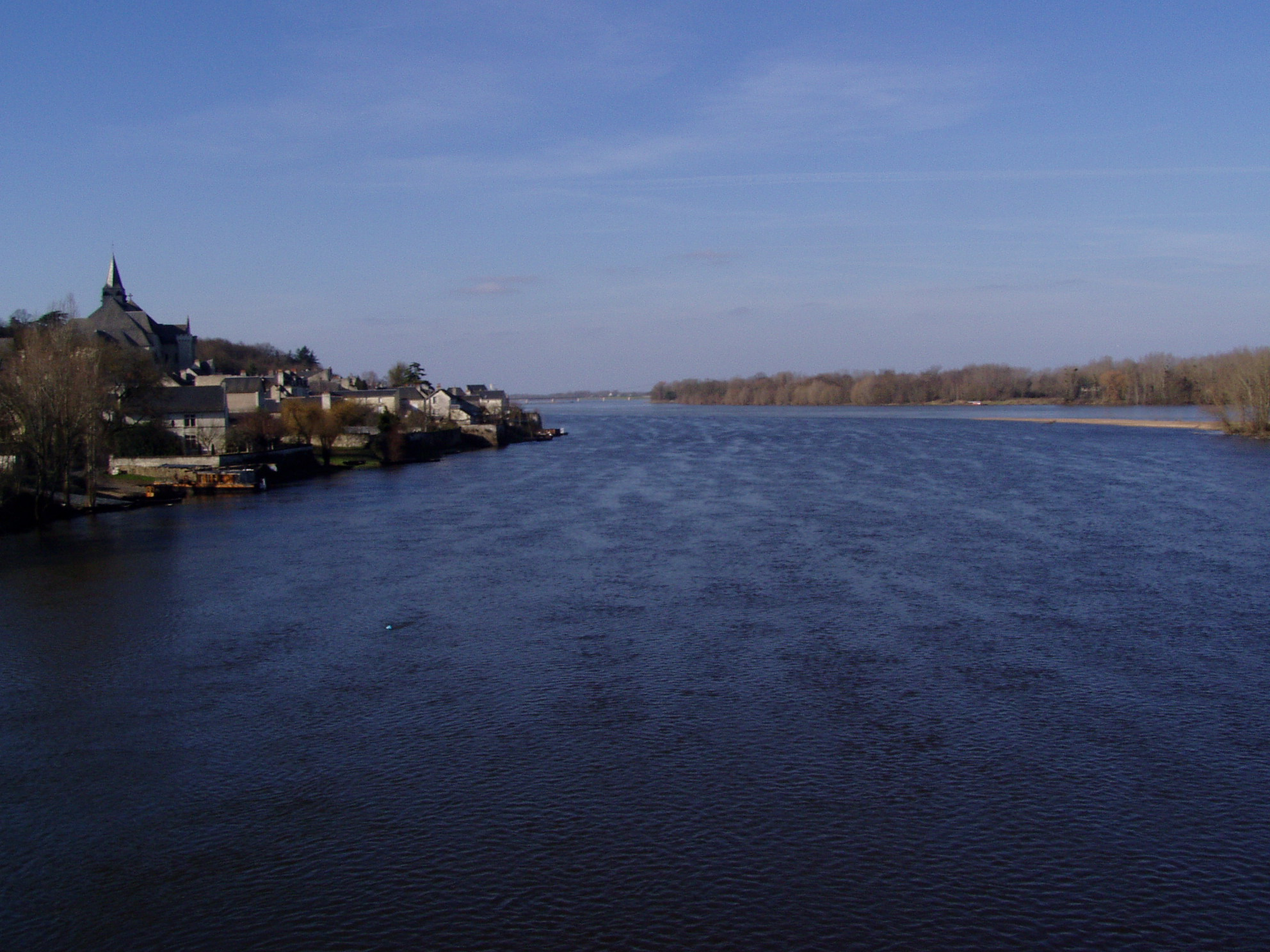
合流地点とカンド

コミューンは、ロワール川とヴィエンヌ川の合流地点の反対側に位置する。トゥールの約40マイル西にある。県の端にあり、わずか数kmたらずでメーヌ＝エ＝ロワール県となる。

## 歴史
カンド＝サン＝マルタンにはガロ＝ローマ時代から人が定住した。
397年11月、トゥールのマルティヌスはカンド＝サン＝マルタンの参事会教会で帰天した。言い伝えによると彼の遺体はボートでトゥールに運ばれ、人々はロワール川の岸が11月にもかかわらず花で埋め尽くされるのを見たという。これが『サン＝マルタンの夏』（été de la Saint-Martin）の起源である。
15世紀、ルイ11世はたびたびカンド＝サン＝マルタンを訪れ、聖人にとりなしを祈っていた。
1949年に現在の名前となるまで、コミューンは単にCandesと呼ばれていた。